# Christoph Martschinko
Christoph Martschinko (* 13. Februar 1994 in Lebring-Sankt Margarethen) ist ein österreichischer Fußballspieler.

## Karriere

### Verein
Christoph Martschinko begann im Alter von sechs Jahren beim SV Lebring mit dem Fußballspielen. 2008 wurde er von Scouts des Bundesligisten FC Red Bull Salzburg gesichtet und anschließend auch in deren Nachwuchsteam geholt. Bei den Bullen spielte er für die Akademie und debütierte im Frühjahr 2011 für die Red Bull Juniors. Nach starken Leistungen in der Saison 2011/12 unterschrieb er im Mai 2012 seinen ersten Profivertrag bei FC Red Bull Salzburg. Am letzten Transfertag im August 2012 wechselte er leihweise zum SC Wiener Neustadt und feierte daraufhin am 15. September 2012 bei der 0:6-Niederlage gegen den Wolfsberger AC sein Bundesliga-Debüt, als er in der 34. Minute für Mario Pollhammer eingewechselt wurde. Von Jänner 2014 bis Mai 2015 war er für den Bundesligaverein SV Grödig im Einsatz.
Zur Saison 2015/16 erwarb der deutsche Bundesligist TSG 1899 Hoffenheim in Zusammenarbeit mit der Spielerberateragentur Rogon Sportmanagement, dessen Geschäftsführer Martschinkos Berater Roger Wittmann ist die Transferrechte an Martschinko und verlieh ihn für ein Jahr mit einer Option auf drei weitere Jahre an den FK Austria Wien. Bei der Austria wurde Martschinko zum Stammspieler und absolvierte 33 Bundesligaspiele. Zur Saison 2016/17 erwarb Austria Wien schließlich die Transferrechte an Martschinko und stattete ihn mit einem Vertrag bis zum 30. Juni 2019 aus. Mitte Jänner 2019 wurde sein Vertrag vorzeitig bis Sommer 2022 verlängert. Insgesamt kam er für die Profis der Austria zu 88 Bundesligaeinsätzen. Ab Oktober 2020 spielte Martschinko nur noch für die Zweitligamannschaft der Wiener, ab der Saison 2021/22 gehörte er dann auch nicht mehr dem Profikader an. Für die zweite Mannschaft machte er 24 Spiele in der 2. Liga.
Im Jänner 2022 verließ Martschinko die Austria nach sechseinhalb Jahren und wechselte nach Lettland zum Riga FC, wo er auf seinen Ex-Austria-Trainer Thorsten Fink traf. Für Riga kam er insgesamt zu acht Einsätzen in der Virslīga. Im Juli 2022 kehrte er wieder nach Österreich zurück und wechselte zu seinem viertklassigen Heimatverein SV Lebring.

### Nationalmannschaft
Christoph Martschinko war von 2009 bis 2016 für verschiedene Juniorennationalmannschaften des ÖFB im Einsatz.